# Consecuencia Point
Der Consecuencia Point (englisch; in Argentinien Cabo Consecuencia, spanisch für ‚Kap Konsequenz‘) ist ein Kap am nordwestlichen Ende der Trinity-Insel im Palmer-Archipel westlich der Antarktischen Halbinsel. Sie liegt unmittelbar westlich des Tower Hill und südlich des Kap Wollaston.
Argentinische Wissenschaftler Namen die Benennung vor. Der weitere Benennungshintergrund ist nicht überliefert.